# Fish Lake (Minnesota)
Fish Lake – jednostka osadnicza w Stanach Zjednoczonych, w stanie Minnesota, w hrabstwie Jackson.